# Mnevis
Mnevis was in de Egyptische mythologie de Griekse naam die in Heliopolis gegeven werd voor Mer-Wer (of in zijn oudste vorm Nem-Wer, aldus de sarcofaagteksten), en was een stiergod. Oorspronkelijk gold het een onafhankelijke godheid, die al heel vroeg opgenomen werd in de cultus van de zonnegod.

## Mythologie
Volgens Manetho werd de Mneviscultus in de 2e dynastie van Egypte ingevoerd, maar hij lijkt slechts een 'mindere god' dan "de stier van Heliopolis" in de Piramideteksten. Gaandeweg werd Mnevis echter als de ba van Ra beschouwd en een manifestatie van de combinatie Re-Atoem, waardoor hij aanzienlijk aan belang won. Volgens Plutarchus kwam de Mnevisstier als tweede in belang na de Apisstier van Memphis, maar genoot hij evenveel respect en privileges. Zo verleende hij eveneens orakels. De priesters van Heliopolis gingen zelfs zover te beweren dat Mnevis de vader van Apis was, om zijn cultus nog in belang te doen toenemen. Ook al zijn er verbanden tussen Mnevis en Osiris vernoemd (bijvoorbeeld in dubbelnamen zoals Mnevis-Osiris of Mnevis-Wennefer) toch wijst dit niet noodzakelijk op een mythologische relatie, maar eerder op een abstracte fusie (syncretisme) van zonne- en onderwereldgoden.

## Afbeelding en attributen
Zoals bij andere heilige stieren, was er telkens slechts een enkele Mnevisstier. Het levend exemplaar werd geselecteerd op basis van een vaste canon van eigenschappen. Zo moest hij bijvoorbeeld egaal zwart zijn. In de iconografie wordt hij dan ook zwart afgebeeld en droeg hij meestal een zonneschijf en een uraeus tussen de hoorns als enige attributen.
Op de steen van Rosetta staat dat Ptolemaeus V voorzieningen trof voor Apis, Mnevis, en andere geheiligde dieren, op een veel grotere schaal dan ooit zijn voorgangers hadden gedaan. De stier en de ram vertegenwoordigden kracht en mannelijke vruchtbaarheid.
Zoals voor Apis golden ongetwijfeld ook voor Mnevis bepaalde opvallende karakteristieken waarnaar de priesters keken bij de selectie van het exemplaar dat de god moest vertegenwoordigen.

## De Hemelstier
Op vignetten van hoofdstuk 148 van het Egyptisch Dodenboek komt de Hemelstier voor als mythisch wezen of godheid die met de hemelen en met het hiernamaals wordt geassocieerd. Hij wordt dan ook "Stier van het Westen" (waar de zon ondergaat) genoemd. De stier werd vernoemd als echtgenoot van zeven koeien die meestal in zijn gezelschap verkeerden. Een afbeelding wordt gevonden in de graftombe van Nefertari uit de 19e dynastie van Egypte. De hoorns van deze stier vormen samen duidelijk een fijne maansikkel. De zeven hemelkoeien en de zwarte hemelstier staan eveneens afgebeeld op een papyrus van Nestanebettawy uit de Derde Tussenperiode (Egyptisch museum, Caïro).
De hemelstier was ook een symbool in het oude Perzië, waar ze lamassu werden genoemd. Zie ook het artikel Stierman.

## Cultus
De Mnevis stierencultus werd door Raneb, een farao van de 2e dynastie ingesteld in Heliopolis, maar er is geen twijfel dat zowel de verering van Apis als die van Mnevis reeds in predynastieke tijden plaatsvond.
De stier Mnevis (NEM-UR in het Egyptisch) werd in Heliopolis vereerd als 'de Levende Zonnegod' in de opeenvolging van levens van zowel Ra als Osiris. Zoals Apis was hij ofwel zwart, of geschakeerd.
De stier had zijn eigen harem koeien met twee echtgenotes die werden vereenzelvigd met Hathor en Iusaas.
Wanneer de stier een natuurlijke dood gestorven was, werd hij begraven op een speciaal daartoe bestemde begraafplaats.
Vanwege de sterke binding met de zon was het een van de weinige goden die blijkbaar getolereerd en vereerd werd door Achnaton samen met zijn nieuwe god Aton. Hij voerde zelfs het decreet voor een eigen begraafplaats voor de god in el Amarna uit, al is de locatie daarvan nooit teruggevonden. Later bevond zich een dergelijke begraafplaats ten noordoosten van de tempel in Heliopolis; ook voor de moeders van de Mnevisstieren was er een dergelijke begraafplaats. Zij werden met de godin Hesat geïdentificeerd.
Behalve in Heliopolis werd Mnevis ook op andere plaatsen vereerd, in de Grieks-Romeinse tijd waren dat Dendera en Edfu. In Soknopaiu Neso in de Fayoem stond een tempel voor Serapis-Osoromnevis, een combinatie van Osiris met Apis en Mnevis.

## Noten

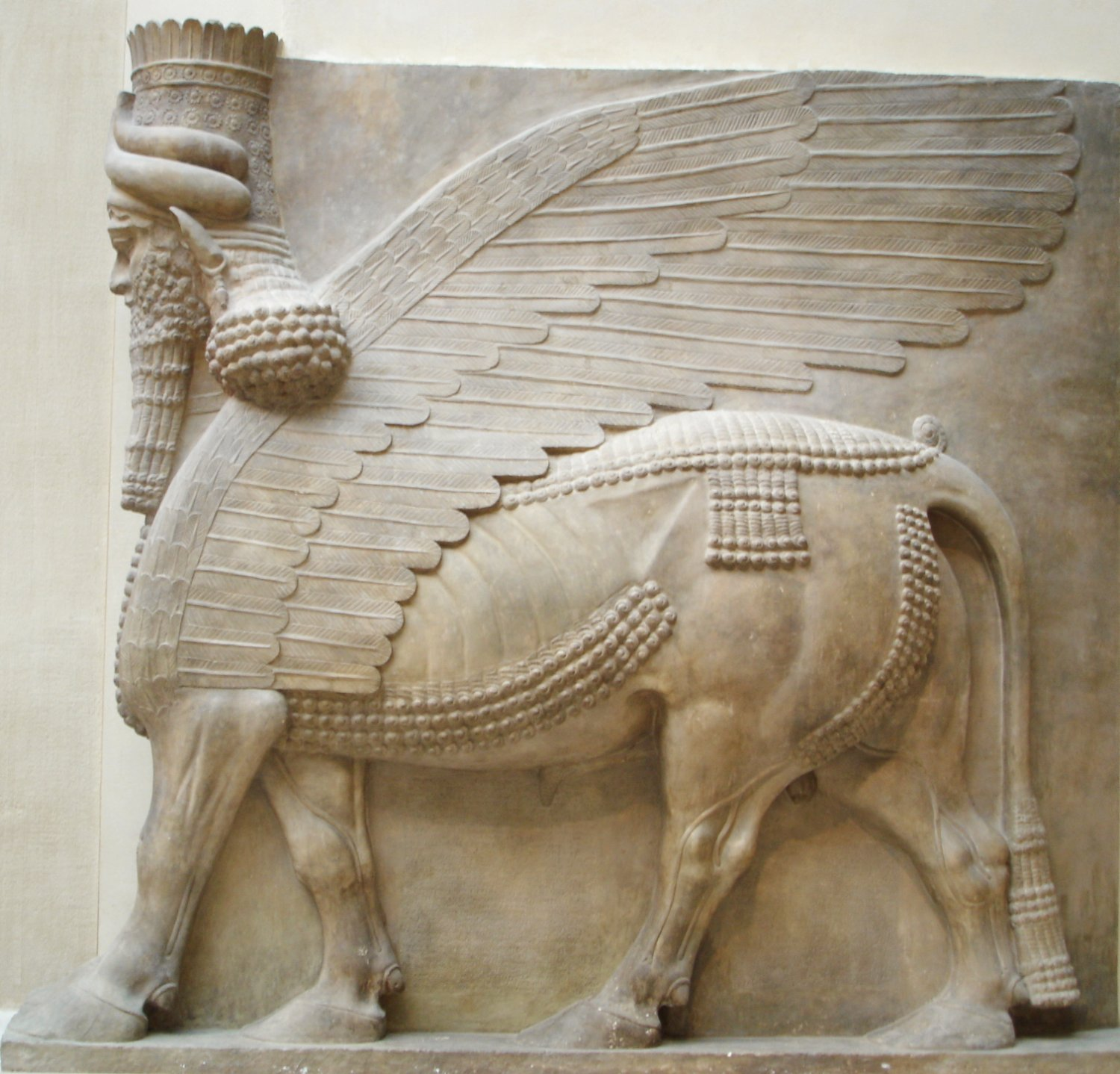
Een gevleugelde stier met koningshoofd, ter vergelijking, gevonden tijdens Botta's opgraving in Dur-Sharrukin (Assyrië).